# Marques Brownlee
Marques Keith Brownlee (/mɑːrˈkɛz ˈkiːθ ˈbraʊnliː/ maa-KÉT KEITH BROWN-ly; sinh ngày 3 tháng 12 năm 1993), còn được biết đến là MKBHD, là một YouTuber người Mỹ tạo nội dung về công nghệ và podcast Waveform của anh. Tính đến ngày 19 tháng 8 năm 2022, anh có hơn 16 triệu lượt đăng ký và hơn 3 tỷ lượt xem. Vic Gundotra, cựu phó chủ tịch của Google, cho rằng Brownlee là "nhà phê bình công nghệ hay nhất hiện nay". Tên cũ kênh YouTube của anh được tạo vơi hai từ nối MKB (họ tên) và HD (phân giải cao, high-definition).